# São Cipriano e Vil de Souto
São Cipriano e Vil de Souto é uma freguesia portuguesa do município de Viseu, com 20,71 km² de área e 1699 habitantes (censo de 2021). A sua densidade populacional é 82 hab./km².

## História
Foi constituída em 2013, no âmbito de uma reforma administrativa nacional, pela agregação das antigas freguesias de São Cipriano e Vil de Souto.
Inicialmente teve a designação de União das Freguesias de São Cipriano e Vil de Souto, tendo a sua denominação sido alterada oficialmente, apenas para São Cipriano e Vil de Souto em 2015.

## Demografia
A população registada nos censos foi:
| Distribuição da População por Grupos Etários | Distribuição da População por Grupos Etários | Distribuição da População por Grupos Etários | Distribuição da População por Grupos Etários | Distribuição da População por Grupos Etários | Distribuição da População por Grupos Etários |
| -------------------------------------------- | -------------------------------------------- | -------------------------------------------- | -------------------------------------------- | -------------------------------------------- | -------------------------------------------- |
| Antes da agregação                           |                                              |                                              |                                              |                                              |                                              |
| Ano                                          | 0-14 anos                                    | 15-24 anos                                   | 25-64 anos                                   | >= 65 anos                                   | Total                                        |
| 2001                                         | 353                                          | 330                                          | 1048                                         | 316                                          | 2047                                         |
| 2011                                         | 271                                          | 214                                          | 1053                                         | 412                                          | 1950                                         |
| Após a agregação                             |                                              |                                              |                                              |                                              |                                              |
| Ano                                          | 0-14 anos                                    | 15-24 anos                                   | 25-64 anos                                   | >= 65 anos                                   | Total                                        |
| 2021                                         | 191                                          | 180                                          | 901                                          | 427                                          | 1699                                         |